# Mapur (Riau Silip)
Mapur is een bestuurslaag in het regentschap Bangka van de provincie Bangka-Belitung, Indonesië. Mapur telt 1976 inwoners (volkstelling 2010).